# Lyzja
Lyzja (russisk: Лыжа, tr. Lyzja) er en flod i Republikken Komi i Rusland og en biflod til Petjora fra venstre. Lyzja er 223 km lang og har et afvandingsareal på 6.620 km². Floden fryser til is i månedsskiftet oktober/november og bliver igen isfri i april/maj.
Lyzjas største bifloder er Vadma fra venstre og Sigavej fra højre.
Lyzja løber gennem et øde område i regionen Petjorskojhøjene. Flodens løber stille og har mange kurver. Flere små bifloder løber ud i Lyzja fra moserne langs Petjorskoj-ryggen.
Floden munder ud i Petjora ved landsbyen Ust-Lyzja.